# الدعارة في السنغال

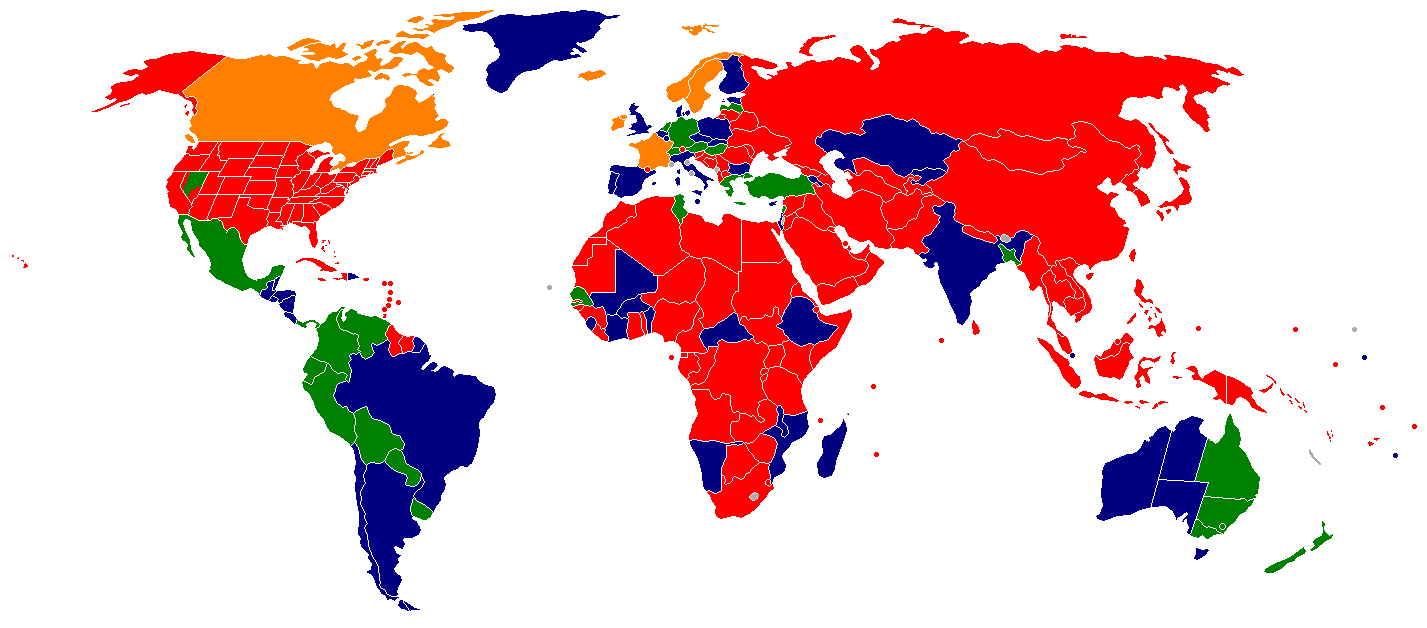
خريطة العالم تظهر الوضع القانوني للدعارة بحسب البلد:
الدعارة قانونية ومنظمة
الدعارة (مبادلة الجنس للمال) قانونية، لكن النشاطات المنظمة مثل بيوت الدعارة والقوادة غير قانونية؛ الدعارة غير منظمة
الدعارة غير قانونية
لا بيانات

الدعارة في السنغال قانونيّة ومنظمة في بعض المناطق؛ لذا تتميزُ السنغال بكونها البلد الوحيد في أفريقيا التي لا تُضفي شرعية على الدعارة فحسب بل تعملُ السلطات جاهدةً على تنظيمها. تفرض السلطات شرطًا وحيدًا خلال عملها على تنظيم دور العمل بالجنس وهو العمل بحذر وبدون طغيان. بشكلٍ عام؛ ظهرت فكرة شرعنة الدعارة في السنغال في عام 1966. تُشير تقديرات برنامج الأمم المتحدة المشترك لفيروس نقص المناعة البشرية/الإيدز إلى أنّ هناك أكثر من 20.000 بغيّة في البلاد؛ فيمَا يبلغُ متوسط عمر عامل الجنس في السنغال 28 سنة بالنسبة للإناث.
انتشرت بعضُ التقارير التي تُفيد بأنّ الشرطة وقوات الأمن تبتزّ الداعرات مُقابلَ المال والرشاوى؛ بل تُشدد الرقابة على الميدان من أجلِ إلقاء القبض على غير المسجلات والحصول على مُقابل. جديرٌ بالذكرِ هنا أنّ دولة السنغال قد اكتسبت سمعة سيئة في هذا الإطار وصارت قِبلة للسياحة الجنسية منذ 1970 ثمّ تضاعفَ الأمر ما بعد الـ 2000.

## الوضع القانوني
قُنّنت الدعارة في السنغال منذ عام 1969 حيثُ كان – ولا زالَ – يُسمح للبغيّ بمزاولة عملها طالما تتحاوزُ الـ 21 سنة وتخضع لفحص طبي منتظم وتتوفرُ على وثيقة طبيّة تؤكد خضوعها للفحص بشكلٍ دوري. تبلغُ نسبة عدد البغايا المسجلين ما بينَ 8% حتّى 25%.
الالتماس هو محظور بموجب المادة 318 من قانون العقوبات؛ كما يُحظر مشاركة طرف ثالث في مهنة الدعارة مثلَ القوادة أو صاحبة البيت وذلك حسب ما جاءَ في الفصول 323 - 325.
البغايا الأجانب هم عرضة للاعتقال ونفس الأمر ينطبقُ على القوادين والبغايا القاصرات اللاتي يُستعملنَ عادةً من قِبلِ القوادين الكبار. تبلغُ العقوبة القصوى لشراء قاصر وإجبارها على امتهانِ الدعارة السجن خمس سنوات وغرامة مالية قدرها 4 مليون فرنك أفريقي (حوالي 7600 دولار أمريكي)؛ ولكنّ هذا القانون يظل حبرًا على ورق ويُطبق في حالات نادرة فقط.

## المخاوف الصحية
نُظمّت الدعارة في عام 1969 في محاولة للحد من انتشار الأمراض المنقولة جنسيًا من خلال إجبار الداعرات على القيام بالفحوصات الطبية اللازمة والخضوع للعلاج في حالة ما كانت النتائج سلبيّة. تعملُ الشرطة بشكلٍ دوري على مراقبة العاملين في مجال الجنس لضمان قيامهم بالفحوصات الطبية المُنتظمة. بشكلٍ أكثر دقة؛ يجبُ على البغي في دولة السنغال إجراء كشف طبي مرتين في الشهر أو مرة واحدة على الأقل في إحدى العيادات المُعترف بها من قِبل الدولة ويجبُ عليها الحصول على دفتر صحي يُؤكد هذا كما يُفرض عليها حملهُ معها لتقديمه للشرطة حال رغبت في التأكد من ذلك. ذكرَ برنامج الأمم المتحدة أنّ 6.6% من الداعرات مُصابينَ بفيروس نقص المناعة البشرية المُكتسب؛ فيمَا 9.7% منهم مُصابونَ بالزهري وذلك حسبَ إحصائيات عام 2016.

## الاتجار بالجنس
تُعد السنغال بلدًا مُصدرًا للبغي كما تُعد دولة مُصدرة للنساء والأطفال ضحايا الاتجار بالجنس بل يتعرضُ الفتيان السنغاليون كذلكَ للاتجار بالجنس. لكن وبالرغمِ من ذلك فإنّ الاتجار الداخلي أكثرُ انتشارًا من الاتجار عبر الحدود الوطنية حيثُ تشيرُ التقارير إلى أن معظم ضحايا الاتجار بالبشر قد استغلوا داخلَ السنغال لا خارجها ولا سيما في الجنوب الشرقي. تُنقل النساء ضحايا هذه الظاهرة بالدرجة الأولى إلى غرب أفريقيا كما تُنقلنَ إلى دول مثلَ فرنسا، بلجيكا وألمانيا وبلدان أخرى للعملِ في «مهنة» السياحة الجِنسيّة.
تُفيد بعض التقارير إلى أنّ دخول البغايا الأجانب في البلاد صار منظمًا ففي عام 2016؛ أدانَ قاضٍ أربعة متاجرين بالجنس بتهمة القوادة فيما تمكّن خامسٌ منَ الهرب. حُكم على الأربع بأحكام سجن تراوحت بين سنتين إلى ثلاث سنوات معَ بعض الغرامات الماليّة. على المستوى الدولي؛ يُصنّف مكتب مراقبة ومكافحة الاتجار التابع لوزارة الخارجية الأمريكية دولة السنغال في «القائمة الثانية» وهي قائمة تضمّ دولًا «مُتقدمة» نوعًا ما في هذا المجال.